# Melanophora atrifrons
Melanophora atrifrons är en tvåvingeart som först beskrevs av Christian Rudolph Wilhelm Wiedemann 1824.  Melanophora atrifrons ingår i släktet Melanophora och familjen gråsuggeflugor. Inga underarter finns listade i Catalogue of Life.